# Tisy u Chrobol
Tisy u Chrobol je přírodní památka poblíž obce Chroboly v okrese Prachatice. Důvodem ochrany je různověký smíšený lesní porost s převahou buku a zastoupením klenu, jilmu a břízy. V podrostu je hojně rozšířen tis červený (Taxus baccata), největší známý výskyt v prachatickém Předšumaví. Areál je oplocen a přístupný brankou ze západní strany.